# (3019) Kulin
(3019) Kulin ist ein Asteroid des Hauptgürtels, der am 7. Januar 1940 von dem ungarischen Astronomen György Kulin am Konkoly-Observatorium (IAU-Code 053) in Budapest entdeckt wurde.
Der Asteroid ist Mitglied der Koronis-Familie, einer Gruppe von Asteroiden, die nach (158) Koronis benannt ist.
(3019) Kulin wurde nach seinem Entdecker benannt.